# Chris Ellis (Musikproduzent)
Christopher R. „Chris“ Ellis (* 25. Dezember 1928 in Shrewsbury; † 14. Januar 2019 in Hilversum) war ein britischer Jazzmusiker (Gesang) und Musikproduzent.

## Leben und Wirken
Ellis besuchte die Lancastrian School und das Technical College. Als Jazzsänger gehörte er zu Beginn seiner Berufskarriere den Bands von Kath Connon, Nesta und Denys Bennet an, bevor er die Magnolia Jazz Band gründete, die er mit Mike Farren leitete. 1958 zog er nach London und arbeitete bei EMI Records in der Marketingabteilung für den Pop-Bereich. Er schuf außerdem das Label World Records, auf dem die Reihe Golden Age of British Dance Bands erschien. Bei EMI war er auch für Wiederveröffentlichungen im Jazzbereich verantwortlich; u. a. betreute er Aufnahmen von Ginger Rogers, Elaine Stritch, Dick Sudhalter, Keith Nichols, Keith Ingham und Susannah McCorkle. Daneben präsentierte er in BBC Radio 2 Nostalgie-Reihen und arbeitete mit der Noel Gay Music Company, u. a. bei der Show Me and My Girl (1984), die acht Jahre in Großbritannien lief und zwei Laurence Olivier Awards erhielt. Als anerkannter Experte für den klassischen Jazzgesang trat Ellis in verschiedenen Spielstätten Londons auf, ferner im Rundfunk, Fernsehen und wirkt an Plattenaufnahmen mit, wie mit Alan Elsdon (1967), Digby Fairweather (1979). 1987 legte er sein einziges Album Vocal with Hot Accomp (Dormouse Records) auf, Mitwirkende waren Digby Fairweather, Martin Litton (Piano), Paul Sealey (Gitarre) und Tiny Winters (Bass). 1991 trat er mit The Moonlight Broadcasters auf dem 21. International Traditional Jazz Festival Breda auf. Im Bereich des Jazz war er zwischen 1966 und 1999 an 16 Aufnahmesessions beteiligt.
1991 zog Ellis nach Amsterdam, wo er  mit Anne de Jong und Hein van de Geyn Mitbegründer des Jazzlabels Challenge Records wurde. Daneben betrieb er sein eigenes Reissue-Label Retrieval in der Nachfolge von John R. T. Davies. Noch kurz vor seinem Tod Anfang 2019 arbeitete er an seiner letzten Produktion Johnny Mercer 1932–1942; Singin, Swinging Songwriter.

## Diskographische Hinweise
- Something Bold, Something Blue : Butch Kinsey and His Intimate Friends (1966)
- Sudhalter & Son: Music For All Occasions: The Anglo-American All-Stars (1967), mit Al und Dick Sudhalter
- Digby Fairweather, John Barnes & Martin Litton and Fairweather's Friends Moon Country (1999)